# Riama striata
Riama striata är en ödleart som beskrevs av  Peters 1863. Riama striata ingår i släktet Riama och familjen Gymnophthalmidae. Inga underarter finns listade i Catalogue of Life.